# Batalla de Aqueloo
La batalla de Aqueloo (en búlgaro: Битка при Ахелой; en griego: Μάχη του Αχελώου), también conocida como la Batalla de Anquialo, tuvo lugar el 20 de agosto de 917, en el río Aqueloo, sobre la costa del mar Negro, cerca de la fortaleza búlgara de Tuthom, que es ahora la ciudad de Pomorie, entre las fuerzas búlgaras y bizantinas. El resultado de la batalla fue una victoria decisiva para Bulgaria garantizando no solo los éxitos de las batallas anteriores para Simeón I, sino que lo convirtió en el regente de facto de toda la península balcánica con excepción de la bien protegida capital bizantina de Constantinopla y el Peloponeso.
La batalla de Aqueloo se considera una de las mayores batallas en la Edad Media y uno de los mayores éxitos militares de Bulgaria. Entre las consecuencias más importantes fue el reconocimiento oficial del título imperial de los reyes de Bulgaria, una humillación a los bizantinos nunca experimentada como resultado de un encuentro con cualquier otro país.

## Antecedentes

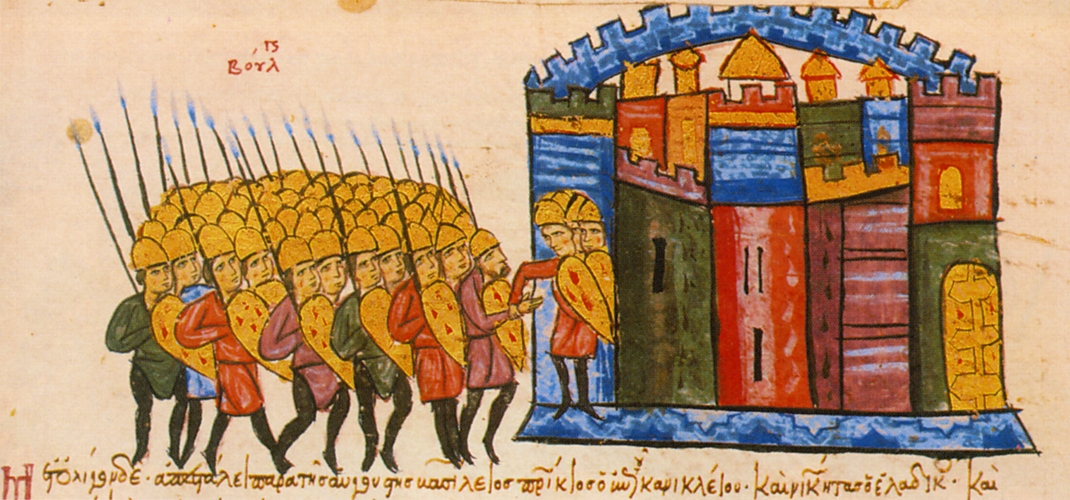
Las tropas búlgaras toman Adrianópolis.

Después de la victoria de los búlgaros en la guerra de 894 a 896 los bizantinos se vieron obligados a rendir homenaje al zar Simeón I de Bulgaria. En 912, cuando el emperador bizantino León VI murió, su hermano Alejandro se negó a pagar tributo a los búlgaros. Simeón vio una oportunidad para librar una nueva guerra y cumplir su ambición de conquistar Constantinopla.
Alejandro murió en el mismo año y el nuevo gobierno bajo el reinado del patriarca Nicolás el Místico hizo desesperados intentos para evitar la guerra, prometiéndole que el niño emperador Constantino VII se casaría con una de las hijas de Simeón. Esto se planeó secretamente en la Corte bizantina en 914; sin embargo, la nueva regente, Zoe, madre de Constantino, rechazó el matrimonio. En algún momento, el patriarca y Simeón incluso se reunieron fuera de las murallas de Constantinopla, realizando una ceremonia de coronación. A partir de entonces, Simeón comenzó a utilizar el título de «zar de los búlgaros», y el título griego de basileos en sus sellos.
Sin embargo después de una conspiración en la corte bizantina en 914, la nueva regente Zoe, la madre de Constantino, rechazó el matrimonio. En respuesta los búlgaros conquistaron la Tracia oriental, y la población reconoció a Simeón como su señor; en septiembre de 914 fue conquistada Adrianópolis, mientras que el ejército bizantino estaba ocupado en el este.  Al año siguiente, el ejército búlgaro atacó las zonas de Dirraquio y Tesalónica.

## Preparativos para la batalla
Ambos bandos se prepararon cuidadosamente para el choque decisivo del conflicto. La emperatriz Zoe quería hacer rápidamente un acuerdo de paz con los árabes y que participara el ejército de Oriente en una guerra con Simeón para destruirlo. Los bizantinos trataron de encontrar aliados y enviaron emisarios a los magiares (húngaros), serbios y pechenegos, pero Simeón estaba familiarizado con los métodos de la diplomacia bizantina y desde el principio tomó medidas para subvertir una posible alianza entre sus enemigos. Así pues, los bizantinos se vieron obligados a luchar solos.
En el siglo IX, los bizantinos se coligaron con los pechenegos, pueblo seminómada de ascendencia turca del Asia Central. Estos jinetes de las estepas fueron utilizados para defenderse de otras tribus más peligrosas, como los rus y los magiares. Esta era una vieja táctica romana («divide y vencerás»), continuada por sus sucesores bizantinos: hacer luchar a una tribu contra otra.
En 894, los búlgaros fueron a la guerra contra Bizancio. A principios de 895, el emperador León VI el Sabio solicitó la ayuda de los magiares, que enviaron un ejército al mando de un tal Levente a Bulgaria. Este realizó una brillante campaña e penetró profundamente en Bulgaria, mientras que el ejército bizantino entró a Bulgaria desde el sur. Atrapados entre los magiares y las fuerzas bizantinas, el zar Simeón se dio cuenta de que no podía librar una guerra en dos frentes, y rápidamente llegó a la conclusión de que debía firmar el armisticio con el Imperio bizantino.
El primer rudimentario estado serbio surgió a mediados del siglo IX; descendientes de los eslavos de la actual Polonia, los serbios al principio actuaron como vasallos del Imperio bizantino y búlgaro alternativamente. La primera dinastía serbia acabó en 960 con la muerte del príncipe Časlav, que logró unificar todos los territorios serbios ubicados entre la frontera meridional moderna de Serbia y Montenegro, pasando por casi todo el territorio de Bosnia y Herzegovina, y la costa sur de Croacia. A raíz de ello, los serbios de las tierras antes incorporadas al Imperio bizantino pasaron directamente, después de su caída, al Imperio búlgaro en el año 1018.

## El ejército bizantino

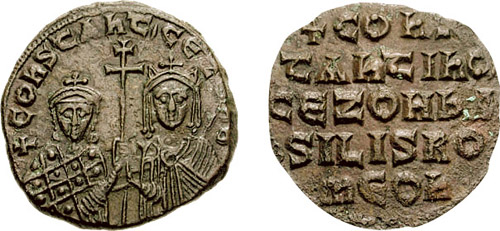
Zoe Karbonopsina y su hijo, el emperador Constantino VII.

En el 917, el imperio bizantino había estabilizado sus fronteras orientales, y los generales Juan Bogas y León Focas  fueron capaces de reunir más tropas desde Asia Menor, quizá de 30 000 hombres.
Este fue un enorme ejército y su objetivo era la eliminación definitiva de la amenaza búlgara desde el norte. Los comandantes bizantinos estaban convencidos de que su estrategia tendría éxito. Se trató de subir la moral de los soldados haciéndolos jurar por la milagrosa Cruz de madera (una reliquia que se decía, provenía de la misma cruz de Cristo) a morir el uno por el otro.
Los Themas se trataban de circunscripciones territoriales de carácter militar que agrupaban a varias de las antiguas provincias y en los que la máxima autoridad militar y administrativa era el estratega, el comandante del cuerpo de ejército allí acuartelado, cuyos soldados tenían asignados lotes de tierra para su sustento.
Por lo que respecta a la organización y jerarquía del thema, el distrito y el cuerpo de ejército en él acuartelado estaban dirigidos, por el estratega. A sus órdenes estaban varios turmarcas que dirigían las subdivisiones del thema (llamadas turmas o meros), que a su vez se articulaban en droungos (mandadas por un drungario). La unidad táctica básica era la bandera o banda (bandon), cuyos efectivos variaron con los años desde los 50 a los 400 hombres, y que era mandada por un conde (kometes). El bandon se organizaba en centurias al mando de un kenterion, kentarca o hecatontarca (denominaciones griegas para el centurión latino) y estas a su vez en pelotones de 8 hombres dirigidos por decarcas.
Si bien las tropas de los themas aportaban el grueso de los ejércitos bizantinos de este período, el corazón de los mismos eran los tagmata (τάγματα, «batallones»). Se trataba de unidades de élite acuarteladas en Constantinopla con destacamentos apostados en Tracia y en Asia Menor.
Los tagmata fueron creados en el siglo VIII por Constantino V a partir de las pocas fiables tropas del Thema Opsiciano y unidades de la guardia palatina ya existentes pero apenas útiles. Sobre esta base, el emperador organizó tres poderosas unidades de caballería pesada conocidas como Scolas (Σχολαί, "Las Escuelas"), Excubitores (Εξκούβιτοι, "Los Vigilantes") y Vigla (Βίγλα, "La Vigilancia"), batallón también conocido como Arithmos (Αριθμός,,"Los Números").
Además las tropas fueron pagadas por adelantado y una flota comandada por Romano Lecapeno  se puso en camino hacia el norte hasta llegar a la desembocadura del Danubio. Los bizantinos habían intentado pagar a algunas tribus pechenegas para atacar, pero Romano no estaba de acuerdo con transportarlos a través del Danubio, y en su lugar, atacaron territorio el búlgaro por su propia cuenta.

## El ejército búlgaro
El ejército búlgaro bajo Simeón, era mucho más pequeño. A pesar de que se habían arruinado las negociaciones bizantinas, los búlgaros todavía temían que los antiguos aliados de los bizantinos, los pechenegos y los magiares, les atacaran desde el norte, por lo que dos pequeños ejércitos fueron enviados a proteger el norte de las fronteras del vasto imperio búlgaro que se extendía desde Bosnia en el oeste hasta el río Dniéper en el este. Además, las fuerzas búlgaras de Marmais se desplegaron cerca de las fronteras occidentales contra los principados serbios a fin de evitar posibles disturbios.

## La batalla

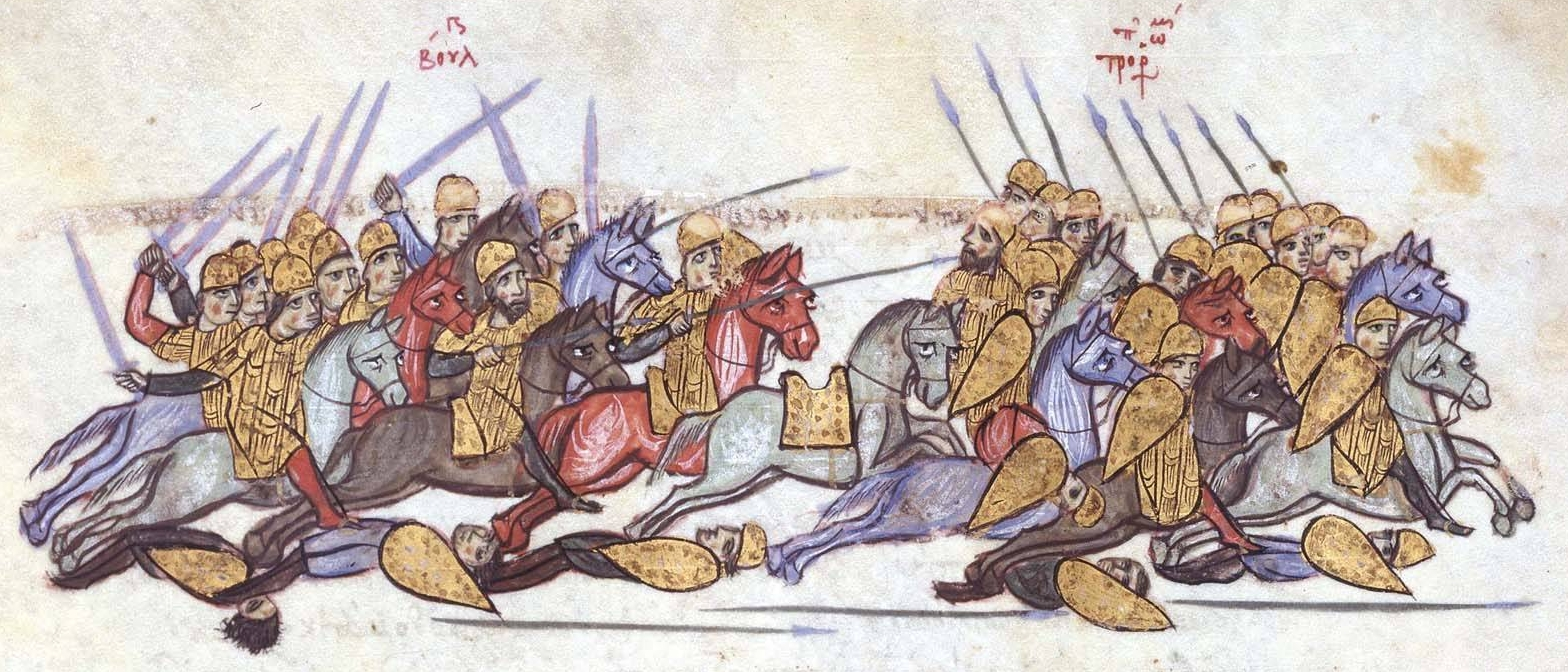
La victoria búlgara en Anquialo.

El enorme ejército bizantino marchó hacia el norte y estableció su campamento en las cercanías de la gran fortaleza de Anquialo. León Focas intentó invadir Moesia y encontrarse con los pechenegos y las tropas de Lecapeno en Dobrudzha.
Simeón rápidamente concentró su ejército en las colinas alrededor de la fortaleza. En la mañana del 20 de agosto de 917, la batalla entre los búlgaros y los bizantinos se inició por el río Aqueloo, cerca de la aldea actual de Aqueloi, a 8 kilómetros al norte de Anquialo (la moderna Pomorie) en la costa del mar Negro.
Los generales bizantinos planeaban flanquear el ala derecha búlgara con el fin de desviar a las tropas de Simeón de los pasos de los Balcanes. El gobernante búlgaro concentró sus fuerzas más poderosas en las dos alas izquierdas y dejó el centro relativamente débil con el fin de rodear al enemigo cuando el centro cediera al ataque bizantino. Simeón mismo estuvo a cargo de las grandes reservas de caballería escondidas detrás de las colinas que se reservaron para el golpe decisivo.
El ataque bizantino fue feroz y no pasó mucho tiempo antes de que los búlgaros comenzaran a retirarse lentamente.  La caballería del enemigo cargó contra la infantería en el centro de las líneas búlgaras matando a muchos soldados. Los búlgaros estaban en una posición desesperada, ya que fallaron al intentar mantener la altura que les daban las colinas al sur del río y comenzaron una precipitada retirada hacia el norte.
Por lo tanto, los bizantinos comenzaron una persecución de los enemigos en huida y sus estructuradas formaciones de batalla pronto empezaron a romperse. La batalla se libró furiosamente.
El momento decisivo se produjo cuando los cuerpos de caballería pesada búlgara, dirigidos por Simeón, atacaron a los bizantinos desde la izquierda, detrás de las colinas. Con una irresistible carga los caballeros cargaron contra el enemigo, que inmediatamente se quebró bajo tan sorpresivo y violento ataque, esto provocó que cundiera el pánico y la infantería se largara en retirada.

"... Y ahora incluso, se pueden ver montones de huesos en Anquialo, donde los que huyeron del ejército de los romanos fueron lamentablemente muertos. "
León el Diácono, (75 años más tarde.)

Algunos bizantinos intentaron repeler la carga de caballería, pero también fueron atacados por la infantería búlgara. El zar Simeón personalmente tomó parte en la lucha, y su amado caballo blanco fue muerto en el fragor de la batalla. Los bizantinos fueron completamente dispersados. León Focas se salvó huyendo a Mesembria (moderna Nesebar) en Bulgaria, pero en el fragor de la lucha muchos otros comandantes (arcontes) fueron exterminados junto con gran número de soldados y oficiales.
Al final del día, los búlgaros superaron a los defensores de Mesembria y capturaron la ciudad. León Focas apenas escapó en una nave de guerra bizantina. El historiador bizantino León el Diácono dice que 75 años después de esta catástrofe en el ámbito militar los campos de Anquialo aún estaban cubiertos con decenas de miles de esqueletos de los bizantinos. La batalla fue una de las más sangrientas en toda la historia medieval y algunos historiadores se refieren a ella como "la batalla del siglo".

## Consecuencias

Progresos de la batalla de Aqueloo.

El resto del ejército bizantino huyó hasta Constantinopla, perseguido por los búlgaros. Varios días después, los restos de tropas bizantinas al mando de Focas fueron vencidos de nuevo en Katasyrtai, en un choque que se disputó durante la noche. La derrota bizantina franqueó el camino a Constantinopla a los vencedores.
Los bizantinos propusieron un nuevo tratado de paz, y Simeón entró en la ciudad imperial y fue coronado por segunda vez como "Zar" (título eslavo para, emperador o César) "de todos los búlgaros y los romanos". Simeón también exigió que su hija se casara con Constantino VII, el hijo de la emperatriz Zoe Karbonopsina, pero ésta se negó y decidió aliarse con Serbia y Hungría en su contra.
Sin embargo, en agosto de 918, el general Romano diseñó un golpe para deponer a Zoe y encerrarla en el monasterio de Santa Eufemia en Petrium, lo que le permitió asumir el púrpura Imperial. La alianza con los serbios aplazó el decisivo asalto de Constantinopla. Simeón, entonces decidió asegurar su retaguardia y envió un ejército bajo Marmais y Teodoro Sigritsa para destruirlos. Sus generales no solo capturaron al príncipe serbio, sino que dieron a los bizantinos un tiempo valioso para recuperarse.

## Significancia histórica
La batalla de Anquialo fue una de las batallas más importantes de las guerras búlgaro-bizantinas. Con ella se garantizó el título imperial de los gobernantes búlgaros, lo que durante siglos fue una gran humillación para el Imperio bizantino, cuyos gobernantes decían que solo ellos eran los representantes de Dios en la Tierra.